# Астраханский троллейбус
Астраханский троллейбус — закрытая троллейбусная система Астрахани. Система работала с 5 ноября 1967 года по 30 октября 2017 года.

## История
5 ноября 1967 года была открыта первая линия в центре города, длиной 7,3 км: ул. Савушкина, ул. Анри Барбюса, ул. Победы, ул. Свердлова, ул. Желябова (Адмиралтейская), от Центрального садиона до ул. Котовского.
Движение по маршруту «Стадион — кинотеатр „Родина“» открыли троллейбусы модели ЗиУ-5, которые базировались на территории трамвайного парка на улице Победы.
16 ноября 1968 года была открыта вторая очередь линии, длиной 1,25 км: ул. 50 лет ВЛКСМ (Боевая), от ул. Котовского до ул. Николая Островского.
C открытием второй очереди был продлён ранее открытый маршрут: «Стадион — д/к „АТРЗ“ (Жилгородок)».
12 ноября 1969 года была открыта третья очередь линии, длиной 1,3 км: ул. 50 лет ВЛКСМ, от ул. Николая Островского до железнодорожного пересечения.
С открытием новой линии, был также продлен ранее открытый маршрут «Стадион — Школа № 37».
7 ноября 1971 года была открыта четвёртая очередь линии длиной 1,25 км, которая дошла до Астраханского тепловозоремонтного завода: ул. 50 лет ВЛКСМ, от железнодорожного пересечения до реки Царев.
С открытием четвёртой очереди был продлён маршрут «Стадион — АТРЗ», и длина одиночной линии составила 22 км. На маршруте курсировало около 20 троллейбусов.
В сентябре 1978 года на улицах города впервые появились троллейбусы модели ЗиУ-9.
К 10 июля 1979 года была построена новая линия длиной 1,2 км: ул. Латышева, к востоку от ул. Савушкина.
С открытием новой линии был также продлён маршрут «Холодильники рыбокомбната — АТРЗ».
Длина одиночной линии составила 24 км. Количество машин составляло 28 штук (из них 2 машины модели ЗиУ-9).
1 ноября 1980 года была построена, а 31 декабря окончательно принята в эксплуатацию линия: ул. Николая Островского, от ул. 50 лет ВЛКСМ до современного Детского парка.
С открытием новой линии была утверждена схема маршрутов:
- № 1 «Стадион — АТРЗ» (присвоен номер)
- № 2 «Цирк — Завод холодильного оборудования» (организован на новой линии)

25 декабря 1982 года была открыта линия, проложенная в Юго-Восточный микрорайон: Звёздная ул., от Детского парка до Кубанской ул.
С открытием новой линии продлён маршрут № 2 «Цирк — Кубанская ул.»
13 февраля 1984 года в связи с реконструкцией дорог на ул. Победы было построено одностороннее полукольцо на Вокзальной пл., от ул. Победы до ул. Анри Барбюса по часовой стрелке.
С открытием нового участка линии был продлён маршрут № 2 «Железнодорожный вокзал — Кубанская ул.»
5 октября 1986 года была построена скоростная линия в Аэропорт Нариманово: Аэропортовское шоссе, от реки Царев до Аэропорта.
С открытием новой линии был организован маршрут № 3 «Железнодорожный вокзал — Аэропорт».
5 ноября 1987 года была открыта линия, проложенная в Юго-Восточный микрорайон № 3: ул. Николая Островского, от Детского парка до реки Кутум.
С открытием новой линии был организован маршрут № 4 «Цирк — Бульвар Воинов-Интернационалистов (Юго-Восток-3)». На перекрёстке возле парка «Планета» имелся односторонний поворот с участка Звёздной улицы на улицу Николая Островского в сторону Юго-Востока-3, построенный вместе с линией, цель использования которого вплоть до закрытия линии оставалась не ясной.
В 1988 году был списан последний троллейбус модели ЗИУ-5.
4 января 1988 года был продлён маршрут № 4 «Железнодорожный вокзал — Юго-Восток № 3».
29 декабря был открыт новый автомобильный мост через Волгу, а также построена новая линия по этому же мосту: ул. Анри Барбюса, Новый мост, от ул. Савушкина до ул. Пушкина.
С открытием этой линии был продлён маршрут № 3 «Солянка — Аэропорт».
Разворот на конечной «Солянка» осуществлялся прямо под мостом при спуске на ул. Пушкина.
В 1976 году на астраханских троллейбусных линиях проходили практику водители готовящейся к пуску троллейбусов из Владикавказской троллейбусной системы, регулярное движение которой открылось 1 февраля 1977 года.
1 ноября 1997 года в качестве эксперимента, который прошёл удачно, был продлен маршрут № 2 «Холодильники — Кубанская ул.»
Весной 2006 года прошло акционирование муниципальных транспортных предприятий, в результате чего МУП «ТТУ» было преобразовано в ООО «Астраханьэлектропассажиртранс», и одновременно с этим ПАТП № 4 на Энергетической улице был преобразован в ОАО «Астраханьпассажиртранс». Новое предприятие закупило в лизинг 8 троллейбусов серии ВЗТМ-5284 и 4 машины серии ВЗТМ-5280, которые позднее — в 2008 году — были проданы в Тулу. Летом 2006 года, в связи с постепенной ликвидацией трамвайного движения, администрация города озвучила планы дальнейшего развития троллейбусной системы.
9 октября 2006 года в связи с закрытием диспетчерской на кольце «Железнодорожный вокзал» был продлён маршрут № 4 «Холодильники — Юго-Восток № 3».
19 февраля 2007 года в связи с началом строительства через реку Болду была закрыта и демонтирована линия ул. Латышева, к востоку от ул. Савушкина.
С закрытием линии были сокращены маршруты № 1 «Стадион — АТРЗ», № 2 «Стадион — Кубанская ул.» и № 4 «Стадион — Юго-Восток № 3».
С 24 мая 2007 года троллейбусный парк перешёл на обслуживание автобусных маршрутов № 4Т и 3Т (с 25 июля 2007 года), открытых в связи с ликвидацией двух последних трамвайных маршрутов. Эти маршруты обслуживались автобусами серии ПАЗ-32052; маршрутные трафареты были выполнены в едином с троллейбусными маршрутами стиле. С 2009 года обслуживание этих маршрутов было передано ОАО «Астраханьпассажиртранс», которое обслуживало их вплоть до своего банкротства в 2016 году.
В 2008 году в результате банкротства ООО «Астраханьэлектропассажиртранс» троллейбусное хозяйство вернулось в прямое муниципальное подчинение. В троллейбусах впервые появились официальные чёрно-белые схемы маршрутов.

## Закрытие троллейбусных маршрутов № 3, № 4
С ноября 2008 по ноябрь 2009 года была прервана работа троллейбусного маршрута № 3; с ноября 2009 года он назначался уже в качестве сезонного. Для компенсации отмены маршрута МУ «АТП» ввело специальные маршруты без номера для перевозки пассажиров по Новому мосту (на водительском стекле к номеру «2» или «4» ставился лист бумаги формата А4 с надпечаткой «Пляж»); на время отсутствия движения на участке Река Царев — Аэропорт «Астраханьпассажиртрансом» временно продлевался автобусный маршрут № 18. В каждом из троллейбусов было вывешено расписание данных рейсов.
С 1 апреля 2010 года был открыт летний маршрут № 1А «Стадион — Аэропорт», который работал по дачным сезонам и по праздничным дням и просуществовал в таком качестве до лета 2017 года.
Постановлением от 14 октября 2010 года был утверждён план реформирования маршрутной сети городского транспорта, в котором были официально утверждены не дошедшие до практической реализации конкретные планы по строительству троллейбусной линии по улице Каховского, Софьи Перовской до кольца «Бульвар Воинов-Интернационалистов». По запланированной к строительству линии предполагался пуск маршрута № 5, рассчитанного на замену маршрутного такси № 28с.
В 2011 году вследствие нерентабельности был отменён маршрут № 4 «Центральный стадион — Бульвар Воинов-Интернационалистов».
В 2013 году впервые стало известно о планах городских властей закрыть в Астрахани троллейбусное движение.
В июне 2016 года был преобразован маршрут № 1А, теперь он стал как маршрут № 1 и следует до Аэропорта.
Цвета на трафаретах были ликвидированы, и стали устанавливаться одноцветные белые таблички с указанием маршрута следования и остановок.
11 августа 2017 года выпуск на линию составил 4 троллейбуса.
С 17 августа курсирование троллейбусов по маршрутам 1 и 1а осуществлялось только утром и вечером. В остальное время в городе работал единственный маршрут № 2. Для выхода предприятия из кризиса планировалось увеличение стоимости проезда с 10 до 15 рублей.

## Закрытие троллейбусного движения
30 октября 2017 года стал последним днём работы троллейбусов.
1 ноября 2017 года мэрия Астрахани официально объявила о закрытии троллейбусной системы, прослужившей горожанам 50 лет.
Незадолго до закрытия троллейбусного движения в официальный реестр маршрутов НОТ Астрахани были внесены записи, которые легитимизировали возможную замену троллейбусных маршрутов № 1 и 2 на автобусные № 1А и 2А, однако в связи с отсутствием компаний-перевозчиков, желавших принять участие в аукционе на перевозки, проект замены троллейбусов на автобусы остался нереализованным. Также в сентябре 2017 года рассматривались предложения о запуске электробусов по троллейбусным маршрутам, идею вскоре отклонили так как городу оказалось экономически не выгодно содержать такой транспорт, учитывая, что нужно строить зарядные станции и совершать техническое обслуживание электробусов. В течение нескольких месяцев после закрытия движения в городе состоялись пикеты и митинги в защиту электротранспорта.
14 июня 2018 года начался демонтаж троллейбусных линий. Вначале были сняты участки от парка «Планета» до Юго-Востока-3, одна из сторон по Звёздной улице, а к 15 августа была снята линия и на Новом мосту. Осенью 2018 года был завершён демонтаж линии на улице Николая Островского, и частично центрального участка (на улицах Адмиралтейская и Свердлова).
Осенью 2019 года завершён демонтаж линии от улицы Савушкина до площади Вокзальной. Начат демонтаж проводов в троллейбусном депо. Летом 2020 года на территории бывшего троллейбусного парка произошёл крупный пожар, в результате чего были сожжены до основания старые производственные корпуса.
Всего за весь период существования системы эксплуатировались 5 маршрутов, а также специальные рейсы без маршрутного номера из юго-восточной части системы в направлении Нового моста.
С 1967 по 2006 год в качестве маршрутных трафаретов использовались малые прямоугольные таблички с номером маршрута (или указанием рейса «В парк»), закреплённые в кабине водителя и на откидных скобах сзади, а также большие маршрутные трафареты на откидных скобах на правому борту троллейбуса. Примечательно, что большая часть боковых досок (кроме маршрута № 2 и части трафаретов маршрута № 1) (до 2007 года) содержала только информацию о конечных пунктах маршрута. С момента поступления троллейбусов ВЗТМ-5284 и ЛИАЗ-5280 в 2006—2009 годах эти трафареты стали замещаться табличками нового дизайна, на которых номер каждого маршрута (кроме 1а и специальных рейсов без номера маршрута) получил свой цветовой фон: сначала трафареты нового образца появились на новых троллейбусах, а к 2010 году старые маршрутные доски на троллейбусах семейства ЗиУ-682 окончательно вышли из употребления.

### Попытки восстановления
В 2022 году инициативная группа жителей Астрахани обращалась к спикеру Госдумы РФ Вячеславу Володину с просьбой о восстановлении троллейбусного движения в городе В Астрахани была анонсирована транспортная реформа: вместо старых взаимодублирующих маршрутов создаются 48 новых, с перевозчиками заключаются брутто-контракты; в перспективе возможно восстановление электрифицированных линий. Планируется закупка примерно 500 автобусов, в том числе не менее 94 большого класса Volgabus-5270.G4. Для централизованного управления перевозками и сбора платы за проезд создано государственное казённое учреждение «Организатор перевозок Астраханской области».
В январе 2023 года астраханцы направили коллективное заявление в СКР о возбуждении уголовного дела в отношении должностных лиц администрации Астрахани за закрытие троллейбусного движения, разрушение троллейбусных линий и инфраструктуры. По мнению подписантов, чиновники продали троллейбусы по заниженной цене и сдали контактные провода в металлолом, а сотрудников троллейбусного депо заставили подделать документы для закрытия автопарка. В целом «для Астрахани и астраханцев закрытие и разрушение троллейбусного движения стало настоящей катастрофой, социальным и городским бедствием.». В то же время на маршрут вышли новые синие автобусы марки Волгабас с маршрутами: М1,М2,М3,М4,М5,М6 большой вместимостью.

### Ликвидация троллейбусного парка
Предприятие было ликвидировано в январе 2025 года постановлением Администрации города Астрахани.
10 мая 2025 года из троллейбусного парка вывозят троллейбусы в неизвестном направлении.

## Подвижной состав
С момента открытия использовались модели ЗиУ-5. Последний из них списан в 1988 году.
| Модель                   | Годы эксплуатации | Количество                                                        | Фото |
| ------------------------ | --- | ----------------------------------------------------------------- | ---- |
| ЗиУ-5                    | 1967—1989 | 21 (полностью списаны в 1988 году)                                |      |
| ЗиУ-682 (в модификациях) | Начало эксплуатации — 1978 год (в модификации ЗиУ-9), постепенная замена — с 1983 года и начало массовой эксплуатации с 1984 года. | Около 74 (1984—2017)                                              |      |
| ЛиАЗ-5280                | 2006—2008, 2009—2017 | 12 (8 переданы в Таганрог в 2018, ещё 4 — переданы в Тулу в 2008) |      |
| ВЗТМ-5284                | 2006—2008 | 4 (переданы в Тулу в 2009 году)                                   |      |
| КТГ-2                    | 1989—2017 | 2 (номера ТГ-11 и ТГ-12)                                          |      |

Ежедневный максимальный выпуск на линию в июле 2010 года равнялся 36 троллейбусам. К маю 2011 года он сократился до 24 троллейбусов, а к 2015 году — до 12—13 троллейбусов, а в августе 2017 года — 4 троллейбуса, 30 октября 2017 года — 7 троллейбусов.

## Официальная организация
Эксплуатацию троллейбусной сети осуществляло МУАТП «Муниципальное унитарное автобусно-троллейбусное предприятие», расположенное по адресу: 414040, г. Астрахань, пл. Карла Маркса, 35, генеральный директор: Асылбек Джангиров с 26.09.2017 г. по 30.10.2017 г. Прежняя компания ООО «Астраханьэлектропассажиртранс» признана банкротом.